# Boniérédougou
Boniérédougou est une localité du centre de la Côte d'Ivoire, et appartenant au département de Dabakala, Région de la Vallée du Bandama. La localité de Boniérédougou est un chef-lieu de commune.